# سگ چینی
سگ چینی (به اسپانیایی: Perrito Chino) یک فیلم کوتاه و درام اسپانیایی، به نویسندگی و کارگردانی فرن گیل اورتگا است، که در سال ۲۰۱۲ ساخته شد. از بازیگران این فیلم می‌توان به رزاریو پاردو، آنا دِ آرماس و ایتزیار میرندا اشاره کرد.

## خلاصه داستان
رزا (رزاریو پاردو)، یک زن پنجاه و پنج ساله تنها است و سابینا (آنا دِ آرماس) دختری ۲۵ سالهٔ کوبایی است که با یکدیگر همسایه هستند و از پشت‌بامی مشترک در شهر استفاده می‌کنند. رزا و سابینا دو زن بی‌خانمان هستند. آن‌ها همدیگر را ملاقات نکردند اما نکات مشترک زیادی دارند، هر دو خانهٔ خود را ترک کرده و گذشته‌ها را به فراموشی سپرده‌اند.